# NGC 7034
NGC 7034 (другие обозначения — PGC 66227, UGC 11687, MCG 2-54-3, ZWG 426.7, KCPG 554B, NPM1G +14.0508) — эллиптическая галактика (E) в созвездии Пегас.
Этот объект входит в число перечисленных в оригинальной редакции «Нового общего каталога».